# Josh Zuckerman
Joshua Ryan "Josh" Zuckerman, född 1 april 1985 i Stanford i Kalifornien, är en amerikansk skådespelare. Han är mest känd för sin huvudroll som Ian Lafferty i filmen Sex Drive från 2008, samt för att spela rollen som Mark Cullin i science fiction-serien Kyle XY, Eddie Orlofsky i Desperate Housewives och Nate Marlowe i komediserien Significant Mother. Han har också haft en återkommande roll som Max Miller i The CW:s dramaserie 90210. Utöver allt detta har även gjort rösten till den animerade karaktären Ponny (engelska: Pony), i Nickelodeonserien Här är Ponny (engelska: It's Pony).
Zuckerman, som är av judisk härkomst, föddes och växte upp i staden Stanford i den norra delen av Kalifornien, som ett av totalt fem barn. Han och hans familj flyttade sedan till Los Angeles strax efter att han hade gått ur sjunde klass, så att han skulle kunna få en karriär som skådespelare. Han påbörjade sedan studier på Princeton University år 2003, där han var medlem i föreningen Delta Kappa Epsilon, och gick under löftesnamnet "Checkers".
Den 29 augusti 2024 gifte sig Zuckerman med skådespelerskan Andrea Bowen, som tidigare hade varit en av hans medspelare i TV-serien Desperate Housewives.

## Filmografi (i urval)

### Filmer
| År   | Titel                       | Roll                    | Noter    |
| ---- | --------------------------- | ----------------------- | -------- |
| 2001 | Det var kvällen före...     | Danny Wrigley           | TV-film  |
| 2002 | Austin Powers in Goldmember | Unga Dr. Evil           |          |
| 2004 | Surviving Christmas         | Brian Valco             |          |
| 2005 | Pretty Persuasion           | Josh Horowitz           |          |
| 2005 | Feast                       | Hot Wheels              |          |
| 2006 | The Hottest State           | Decker                  |          |
| 2007 | Lejon och lamm              | Elev                    |          |
| 2008 | Sex Drive                   | Ian Lafferty            |          |
| 2014 | Det blodiga fältet          | Moses Jacob Ezekiel     |          |
| 2019 | Ring Ring                   | Jason                   |          |
| 2020 | Useless Humans              | Brian                   |          |
| 2023 | Oppenheimer                 | Giovanni Rossi Lomanitz |          |
| 2024 | Tigerns lärling             | Rudy                    | Röstroll |

### TV-serier
| År        | Titel                 | Roll                       | Noter                                                              |
| --------- | --------------------- | -------------------------- | ------------------------------------------------------------------ |
| 2000      | Once and Again        | Toby Porter                | Avsnitten "Sneaky Feelings" och "Cat-in-Hat"                       |
| 2000      | The Amanda Show       | i.u.                       | Avsnittet "Mammal-O's"                                             |
| 2001      | Jack & Jill           | Adam Fickman               | Avsnittet "Battle of the Bahamas"                                  |
| 2001      | Vita huset            | Pojke #1 – Billy Fernandez | Avsnittet "Isaac and Ishmael"                                      |
| 2001      | Vem dömer Amy?        | Rob Bird                   | Avsnittet "Beating the Bounds"                                     |
| 2002      | På spaning i New York | James 'Swirly' Kilik       | Avsnitten "Oh, Mama!" och "A Little Dad'll Do Ya"                  |
| 2005      | House                 | Intresserad student        | Avsnittet "Three Stories"                                          |
| 2006      | Standoff              | Cary Steckler              | Avsnittet "Peer Group"                                             |
| 2007      | Close to Home         | Ben Murphy                 | Avsnittet "Maternal Instinct"                                      |
| 2007      | CSI: Miami            | Leo Donwell                | Avsnitten "Internal Affairs", "Broken Home" och "Bloodline"        |
| 2007      | Boston Legal          | Michael Scanlon            | Avsnittet "Trial of the Century"                                   |
| 2008–2009 | Kyle XY               | Mark Cullin                | 13 avsnitt                                                         |
| 2009–2010 | Desperate Housewives  | Eddie Orlofsky             | 12 avsnitt                                                         |
| 2010–2013 | 90210                 | Max Miller                 | 33 avsnitt                                                         |
| 2011      | Mr. Sunshine          | Jimmy Lincon               | Avsnittet "Lingerie Football"                                      |
| 2011      | The Protector         | Josh Taylor                | Avsnittet "Wings"                                                  |
| 2012      | Breakout Kings        | Rodney Cain                | Avsnittet "Ain't Love (50) Grand?"                                 |
| 2015      | Significant Mother    | Nate Marlowe               | Huvudroll                                                          |
| 2016      | The Big Bang Theory   | Marty                      | Avsnittet "The Military Miniaturization"                           |
| 2016      | Rosewood              | Cody Tucker                | Avsnittet "Boatspy & Booty"                                        |
| 2018      | Strange Angel         | Marvin Nickels             | Avsnitten "Sacrament of the Ancestors" och "The Sacrificial Dance" |
| 2020–2022 | Här är Ponny          | Ponny                      | Röstroll                                                           |
| 2022      | The Offer             | Peter Bart                 | Miniserie, huvudroll                                               |
| 2023      | Fatal Attraction      | Paul                       | Avsnitten "The Watchful Heart" och "Beautiful Mosaics"             |
| 2024      | Chicago Med           | Bill Storch                | Avsnittet "Get By With A Little Help From My Friends"              |
| 2024      | S.W.A.T.              | Cameron                    | Avsnittet "Good for Nothing"                                       |